# Jacky Beaurain
Jackie Beaurain est un footballeur français, né le 7 décembre 1948 à Origny-Sainte-Benoite (Aisne).

## Biographie
Il évolue comme défenseur au CS Sedan Ardennes puis à Viry-Châtillon.
Il joue 47 matchs en Division 1 avec Sedan.

## Carrière de joueur
- 1970-1977 : CS Sedan-Ardennes
- 1977-1986 : ES Viry-Châtillon[1]

## Sources
- Coll. Football 74, Les Cahiers de l'Équipe, 1973, page 93